# 張松橋
張松橋 （1964年—），籍貫重慶，重慶商人，香港永久居民，從事房地產開發，有「重慶李嘉誠」及「最富有的重慶人」之稱。他是四家香港上市公司的主席。

## 生平

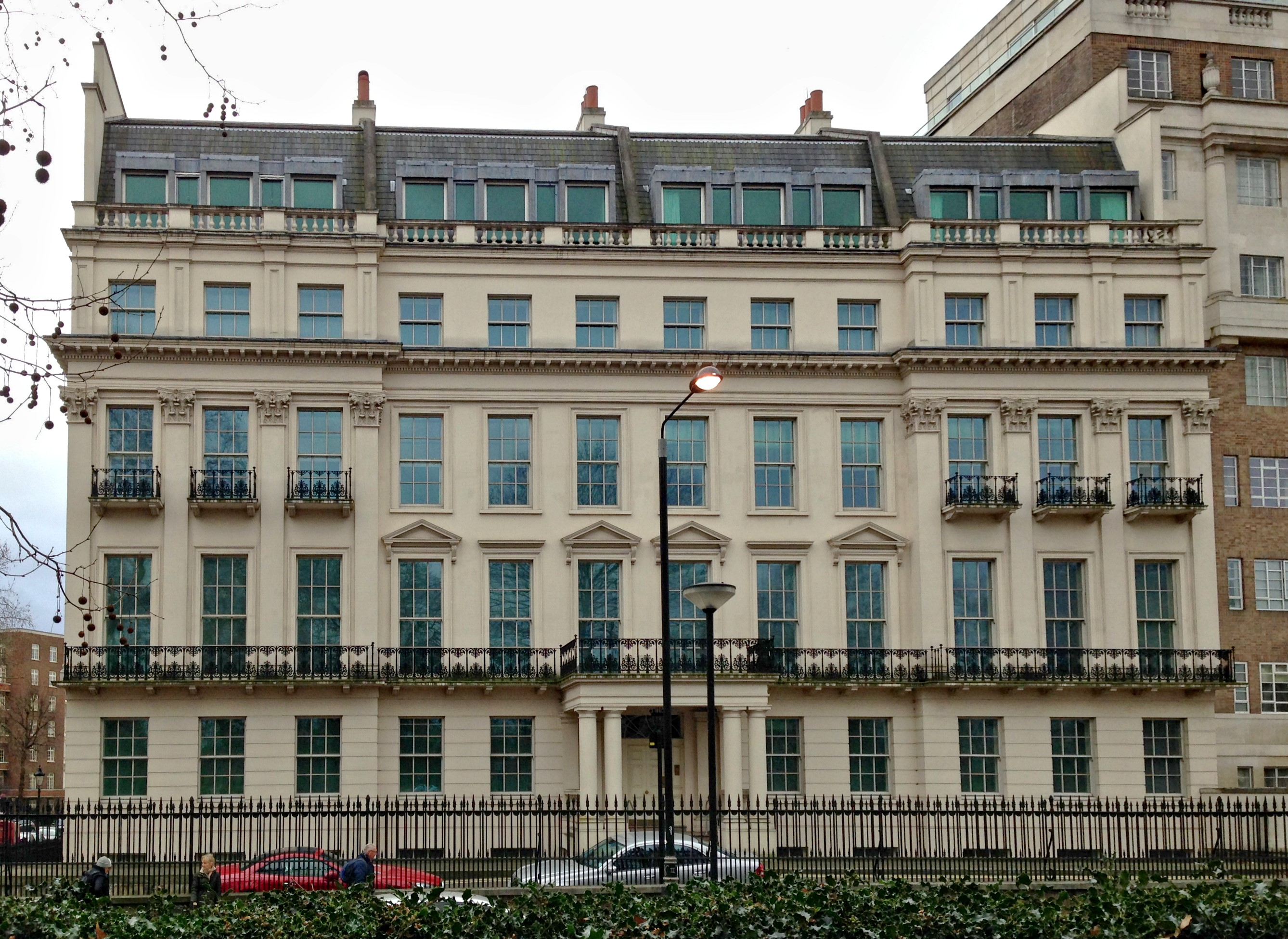
从苏尔坦·本·阿卜杜勒-阿齐兹·阿勒沙特购买的伦敦海德公园豪宅

6歲進入天原化工廠子弟學校，1976年進入六中，1980年，張松橋取得單程證移居香港，居住兩年後，1982年回到重慶，1985年創立中渝實業，主要經營電器產品。90年代，張松橋把生意基地轉到香港，從事香港地產業。
張松橋在2007年胡潤房地產富豪榜排第20名，他又在2008年《福布斯》25位知名華人中榜上有名。福布斯發佈的「中國40富豪榜」上，張松橋的個人資產為21.5億美元（約147.99億元人民幣）。
張松橋目前是香港兩家上市公司，包括中渝置地和港通控股的主席。其中港通控股擁有多項香港大型交通基建設施，包括西區海底隧道50%權益，大老山隧道39%權益。港通同時以擁有七成股權的附屬公司駕易通，持有提供電子道路收費系統的快易通50%股權及香港駕駛學院70%股權。渝太地產(75)及前渝港國際(613)已轉售。
張松橋與友人合資以公司名義擁有的私人飛機灣流G550，是世上其中一款最豪華的商務噴射機，售價超過3億港元。
2018年1月，当选第十三届全国政协委员。

## 曾蔭權利益輸送事件
傳媒報導，香港特首曾蔭權與妻子於2012年2月9日至12日乘坐張松橋的私人飛機到泰國布吉旅遊；2012年2月17日至19日曾氏夫婦接受多名富商邀請，乘坐3艘總值4億港元的遊艇到澳門度周末，期間又曾經住宿於張松橋擁有的豪華私人遊艇「Cross Harbour」，曾蔭權只支付相等於乘坐經濟客位機票及渡輪的船票價錢。多名富商有向曾蔭權利益輸送及官商勾結的嫌疑，但事後曾蔭權否認曾經推薦張松橋出任全國政協委員。